# Foley's
Foley's was een regionale warenhuisketen die eigendom was van Federated Department Stores ( 1947-1988, 2005-2006), later eigendom was van May Department Stores (1988-2005) en het hoofdkantoor had in het centrum van Houston. Op 30 augustus 2005 werd de divisie ontbonden en werden de winkels overgenomen door de divisies Macy's West en Macy's South van Federated. Foley's had winkels in de staten Arizona, New Mexico, Colorado, Oklahoma, Texas en Louisiana . Op 9 september 2006 werden de namen van Foley's en alle regionale May Co.-winkels geleidelijk afgeschaft en omgedoopt tot Macy's. 

## Geschiedenis
Foley's werd in 1900 opgericht door de broers Pat en James Foley in Houston (Texas), als Foley Brothers. Het werd oorspronkelijk in 1945 overgenomen door Federated Department Stores, Inc.
In 1961 opende Foley's haar eerste filiaal in het Sharpstown Shopping Center en in de daaropvolgende vijftig jaar werden er steeds meer filialen in Houston geopend. In de jaren 1970 opende Foley's winkels in Austin en in de jaren 1980 in San Antonio. In 1987 nam Foley's de in Dallas gevestigde Sanger-Harris-keten van Federated over, met winkels in het Dallas-Fort Worth Metroplex-gebied: Oklahoma City, Tulsa; Tucson en in Albuquerque. 
In 1988 werd Federated gekocht door vastgoedontwikkelaar Campeau Corporation, die Foley's en Filene's onmiddellijk verkocht aan May Department Stores om de deal te financieren. Binnen twee jaar vroeg Federated faillissement aan, distantieerde zich van Campeau en fuseerde met Campeau's andere retailholdingmaatschappij Allied Stores. Na de overname door May Company sloot Foley's diverse winkels in Dallas die naar eigen zeggen ondermaats presteerden (waaronder de vlaggenschipwinkel in het centrum van Dallas) en de vestiging in Albuquerque, New Mexico. Tegelijkertijd nam het bedrijf twee winkels van Lord &amp; Taylor over, waarvan er één eind 1988 in aanbouw was in de Penn Square Mall in Oklahoma City, onderdeel van de uitbreiding van het winkelcentrum in 1986-1988 (geopend in het voorjaar van 1989), en de andere in het Shops at Rivercenter in San Antonio.  

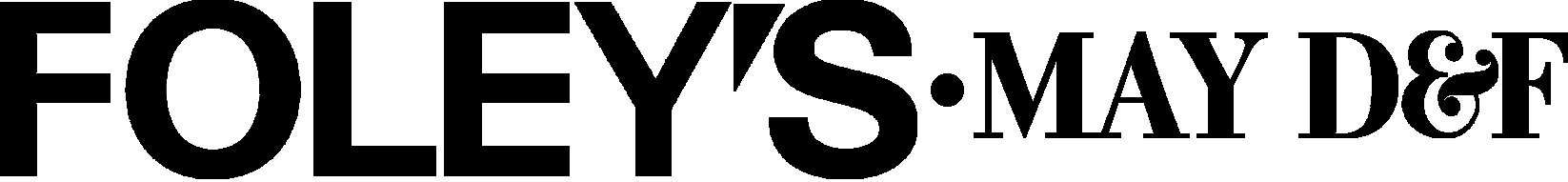
Alle in Colorado gevestigde May D&F-winkels werden in 1993 omgebouwd tot Foley's

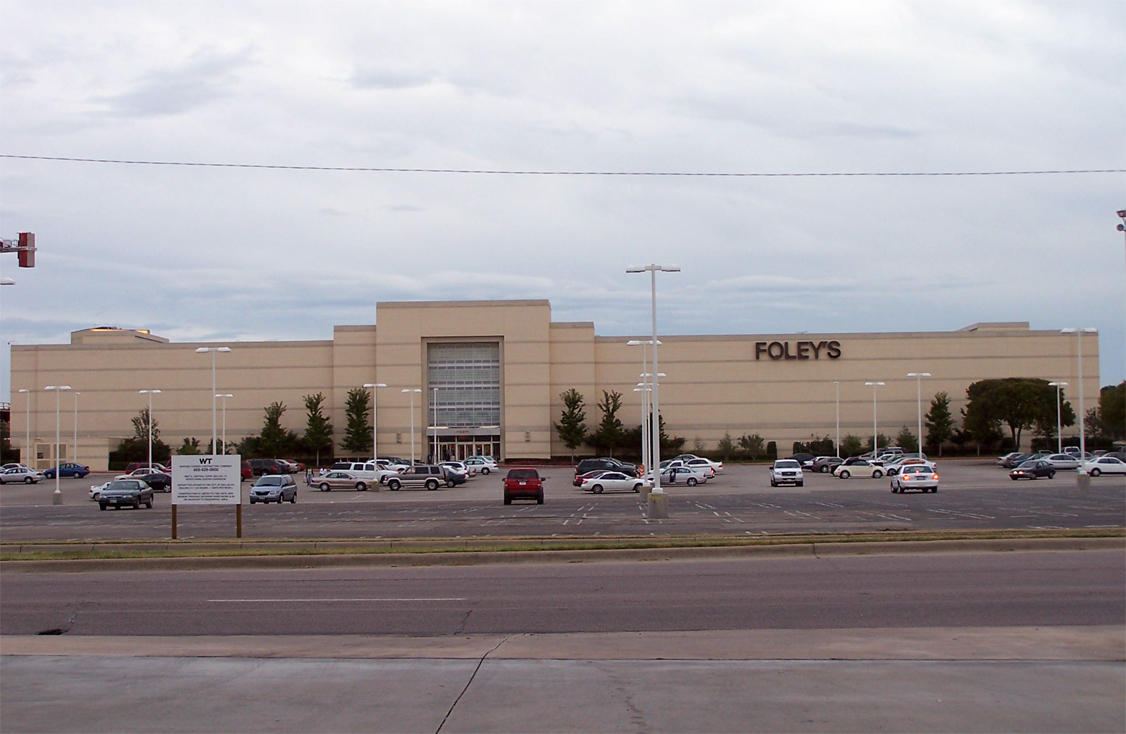
Foley's (nu Macy's) in NorthPark Center in Dallas

In het daaropvolgende decennium investeerde May veel geld in de bouw van nieuwe winkels, de vervanging van verouderde winkels en de renovatie van bestaande winkels. In 1993 voegde May Department Stores May Daniels & Fisher samen met Foley's, waarmee Foley's naar de markten Denver-Aurora, Colorado Springs, Boulder en Fort Collins-Loveland werd gebracht en Foley's opnieuw werd geïntroduceerd op de markt van Albuquerque. Op 2 februari 1997 werden de twee vestigingen in Arizona (beide in Pima County) overgedragen aan de Robinsons-May-divisie van May. In 2001 breidde Foley's uit naar Louisiana nadat May Co. verschillende vestigingen van Maison Blanche had overgenomen die door Proffitt's waren omgevormd tot Parisian-winkels.
Op 30 augustus 2005 kwam Foley's opnieuw in handen van Federated toen deze May Department Stores overnam. In 2006 begon Federated met de ombouw van Foley's naar Macy's. Al snel verschenen er advertenties met de tekst: "Foley's – Now part of the Macy's family". Op 9 september 2006 werden de Foley's-winkels omgedoopt tot Macy's als onderdeel van de landelijke rebranding van alle voormalige May-locaties door Federated. In 2005 kondigde Federated aan dat het het hoofdkantoor van Foley's in het centrum van Houston, waar 1200 mensen werkten, zou sluiten. 
De voormalige Foley's-winkel in Downtown Houston werd op zondag 22 september 2013 gesloopt. 

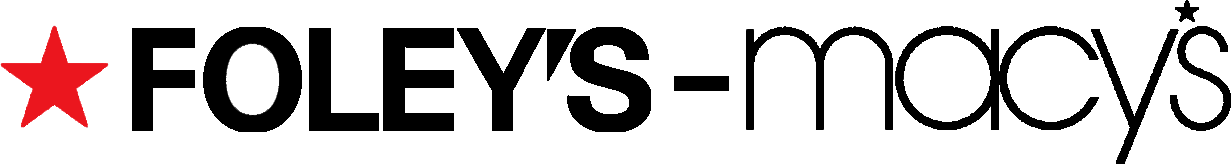
Foley's-Macy's overgangslogo

## Tijdlijn

### 1900 – 1951
Foley Brothers werd op 12 februari 1900 geopend door de broers Pat en James Foley, twee jonge en ondernemende Ieren, met $ 2.000 geleend van een oom. De 130 m² grootte winkel op Main Street 507 in Houston verkocht katoen, linnen, kant, spelden, naalden en herenartikelen. Dankzij de bloeiende verkopen kochten Pat en James in 1905 het gebouw ernaast en voegden confectiekleding voor vrouwen en kinderen en hoeden aan het assortiment toe. In 1911 verhuisde de winkel naar het blok van Main Street 400 en werd opgericht met een kapitaal van $ 150.000. In 1916 stond Foley Brothers stond op de derde plaats in de detailhandelsomzet in Houston met $ 400.000 aan omzet. De oorspronkelijke 10 werknemers waren gegroeid tot 150 en het bedrijf had 750 actieve rekeningen en 2.100 m²  ruimte. Pat en James Foley verkochten het warenhuis in 1917 aan George S. Cohen en Georges vader, Robert, een handelaar uit Galveston. Foley Bros. groeide enorm onder dit nieuwe management en in 1919 naderde de omzet de $ 1.000.000.
In 1922 verhuisde Foley Bros. naar een gebouw met drie verdiepingen naast Main Street 400. Later dat jaar werd de winkel het grootste warenhuis van de stad. Er waren ook een schoenenafdeling, een schoonheidssalon en radiotoestellenafdeling aanwezig.
Toen de Verenigde Staten betrokken raakten bij de Tweede Wereldoorlog, richtten Foley Bros. hun aandacht op de afdelingen reclame en personeelszaken en in 1941 richtte het zich op obligatie-inzamelingsacties en andere diensten in oorlogstijd. Gedurende deze periode werden alle verkoopacties opgeschort. In 1945 bezocht Fred Lazarus Jr., directeur van Federated Department Stores,  Houston om zijn zoon te bezoeken, die gestationeerd was in een nabijgelegen legerkamp. Lazarus ontdekte dat Foley Bros. te koop stond en kocht het. Op 20 oktober 1947 werd Foley's geopend op Main Street 1110 in het centrum van Houston. Federated investeerde $ 13 miljoen in de bouw van deze nieuwe winkel, die door de pers werd aangeprezen als 'het modernste warenhuis van het land'. Een aantal jaren later, in 1951, werd de eerste officiële Foley's Thanksgiving Day Parade gehouden.

### 1960–1999
1960–1967: Sharpstown: Foley's eerste filiaal wordt geopend. Al snel volgden de winkels in Pasadena, Almeda-Genoa en Northwest.
1971–1979: Filialen in Memorial City en Greenspoint werden geopend in Houston, en in de Highland Mall in Austin .
1980–1987: San Jacinto, North Star, Willowbrook, Barton Creek, West Oaks, Ingram Park, Deerbrook, Post Oak, College Station en Padre Staples geopend.
Federated fuseerde de ketens Foley's en Sanger Harris uit Dallas tot Foley's.
1988: May Department Stores Company nam Foley's in Houston en Filene's in Boston over van Federated.
1989-1991: Rolling Oaks Mall (San Antonio), The Parks at Arlington (Arlington), Tucson Mall en Vista Ridge Mall (Lewisville) werden geopend
1993: De May D&F-divisie in Colorado en New Mexico werd samengevoegd met Foley's, waardoor een divisie met 49 winkels ontstond, de grootste divisie binnen de May Company.
1994–1998: Winkels in Mall of Mainland, Temple, Woodlands, Northwest Austin, Sugar Land, Northwest Albuquerque, Laredo en Park Meadows werden geopend. Fort Collins is na een uitgebreide verbouwing weer geopend. Jones & Jones in McAllen, Texas werd overgenomen en omgebouwd tot Foley's.

### 2000–2006
2000–2004: NorthPark Center, Broomfield, Hurst, Baybrook Mall, Beaumont, Cielo Vista, Houston Galleria, Lake Charles, Golden Triangle Denton en Sunland werden geopend, sommige op voormalige locaties van de warenhuisketen Montgomery Ward. Foley's nam één McRae's-winkel en twee Parisian-winkels in Louisiana over. Cortana Mall en de Mall of Louisiana in Baton Rouge en Acadiana Mall in Lafayette sloten zich aan bij Foley's. Vestigingen in Memorial City en Baybrook werden heropend in nieuwe gebouwen.
2004: May Department Stores Company nam Marshall Field's over, dat zijn hoofdkantoor had in Minneapolis. De zeven divisies van May bestonden nu uit Foley's, Filene's, Robinsons-May, Famous-Barr, Hecht's, Lord & Taylor en Marshall Field's.
2005: La Cantera (San Antonio), Firewheel Shops (Garland) en Centerra (Loveland CO) werden geopend. May en Federated Department Stores, Inc. maakten plannen voor een fusie bekend. De transactie werd in het derde kwartaal afgerond. Als gevolg van de fusie nam Federated ook twee van haar voormalige warenhuisketens over: Foley's en Filene's (die Federated oorspronkelijk aan May Company had verkocht). Daarmee vielen deze voor het eerst sinds 1988 weer onder de Federated Department Stores. 
2006: Domain Mall (Austin) en Northfield Stapleton (Denver CO) werden geopend. Op 1 februari 2006 werd de Foley's-organisatie in Houston ontbonden en werd de exploitatie van de vestigingen in Louisiana, Oklahoma en Texas (behalve El Paso) overgenomen door Macy's South, gevestigd in Atlanta, terwijl de exploitatie van de vestigingen in Arizona, Colorado, New Mexico en El Paso (Texas), werd overgenomen door Macy's West, gevestigd in San Francisco. Op 9 september 2006 werd het merk van Foley's vervangen als onderdeel van de landelijke rebranding van alle voormalige vestigingen van May Company door Macy's.